# Socotoro/Rancho
Socotoro/Rancho – strefa (zone) w regionie Oranjestad-West w środkowo-zachodniej części kraju autonomicznego Aruba, należącego do Holandii, w Ameryce Południowej. 1 stycznia 2020 r. liczyła 1895 mieszkańców.   

## Podział administracyjny
W skład strefy wchodzą dwie miejscowości:
- Rancho
- Socotoro

## Demografia
Strefa liczy 1895 mieszkańców (1 stycznia 2020).
| Kobiety | Mężczyźni |
| ------- | --------- |
| 864     | 1031      |